# Grand Hotel Krasnapolsky
Az Anantara Grand Hotel Krasnapolsky vagy röviden Hotel Krasnapolsky Amszterdam emblematikus öt csillagos szállodája. A Dam tér keleti részén áll, a tér és az Oudezijdsvoorburgwal csatorna között. Az egykoron itt álló épületet 1865-ben vásárolta meg Adolph Wilhelm Krasnapolsky és alakított ki benne, egy rövid időn belül nagy népszerűségnek örvendő vendéglőt. 1879-1880-ban a szomszédos épületek felvásárlásával kibővítették. Ekkor épült meg a híres pálmakertje is G.B. Salm tervei alapján. Az étterem ma is látványosság: a mennyezeti csillárokat hatalmas virág- és páfránykompozíciók díszítik. 1883-ban alakították át 125 szobás szállodává. A 19. század végén a város egyetlen szállodája volt, amelynek szobáiban meleg víz és telefon volt. Az első világháború után ismét kibővítették. A 20. század második felében többször is tulajdonost váltott, ma az NH Hoteles szállodalánc tagja.